# Atlas historique Putzger

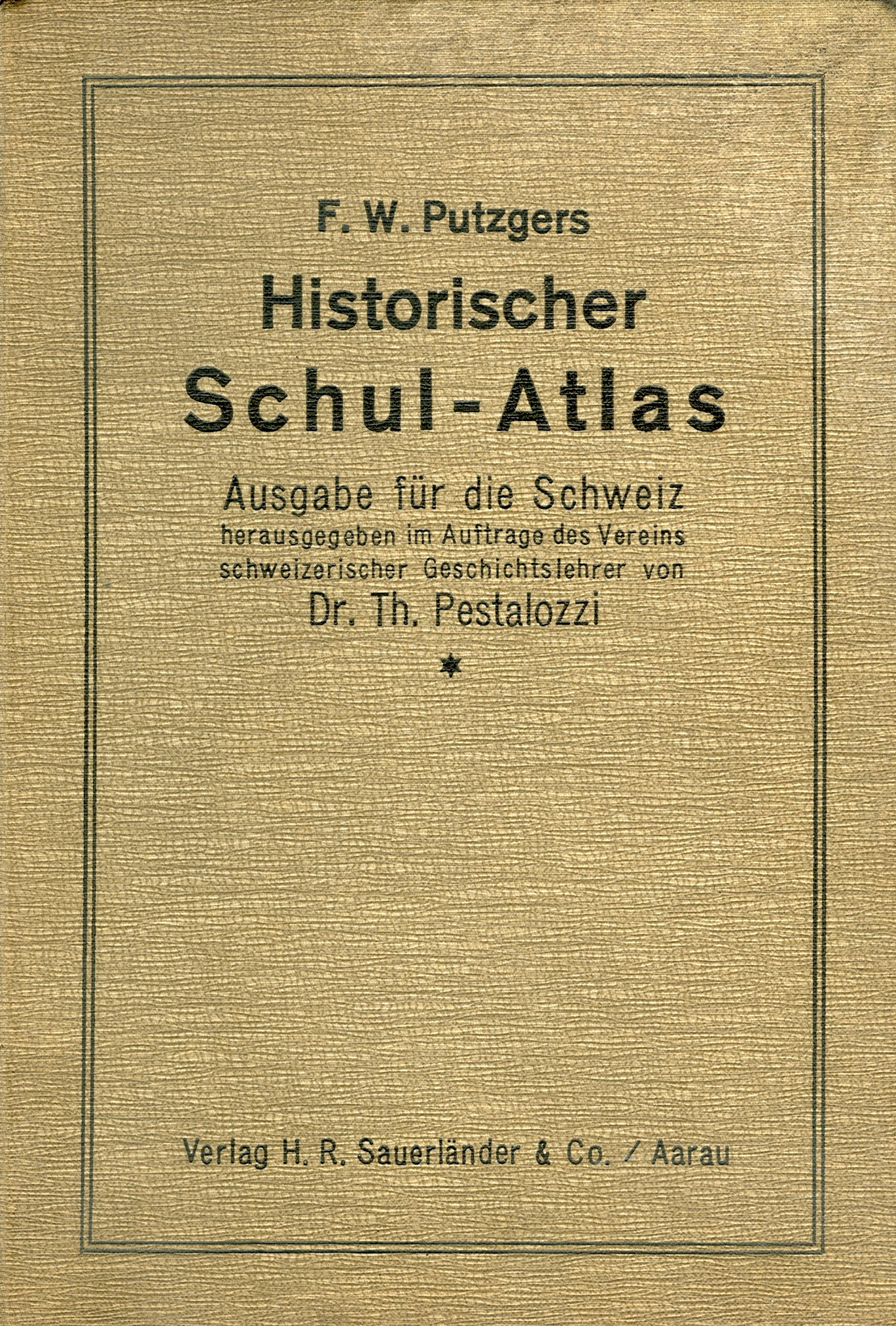
Un Putzger de 1924, édition suisse.

L'Atlas Historique de Putzger (en allemand der Putzger historischer Weltatlas ou juste der Putzger) est l'atlas historique le plus répandu en Allemagne, où il est considéré comme un ouvrage de référence pour l'enseignement de l'histoire.

## Histoire
C'est en 1877 que paraît pour la première fois à Leipzig le Historicher Schul-Atlas (« Atlas historique scolaire ») du professeur de collège Friedrich Wilhelm Putzger.
Conçu dans un premier temps comme un atlas scolaire abordable (et donc rapidement populaire) pour les élèves des écoles secondaires de milieu modeste, il est rapidement devenu un ouvrage de référence, y compris pour les adultes intéressés par l'histoire. En 1954, le Putzger a rejoint la maison d'édition Velhagen & Klasing, appartenant elle-même à l'éditeur Cornelsen. Cette même année paraît la première édition entièrement révisée d'après-guerre. En 2002, à l'occasion de son 125e anniversaire, Cornelsen fait paraître une grande édition qui dépasse, tant par son format que par sa contenu, tous les Putzgers publiés jusqu'alors. Hors d'Allemagne, le Putzger est aussi répandu en Suisse et en Autriche.